# Universidad Libre de Ámsterdam
La Universidad Libre, (en neerlandés: Vrije Universiteit) es una universidad en Ámsterdam, Países Bajos. Es conocido también como «VU Amsterdam». 
No debe confundirse con la Universidad de Ámsterdam, en la misma ciudad. 